# Megophrys wawuensis
Megophrys wawuensis es una especie de anfibios de la familia Megophryidae.

## Distribución geográfica
Es endémica de la provincia de Sichuan (China).

## Estado de conservación
Se encuentra amenazada por la pérdida de su hábitat natural.